# Meeker County
Meeker County is een county in de Amerikaanse staat Minnesota.
De county heeft een landoppervlakte van 1.576 km² en telt 22.644 inwoners (volkstelling 2000). De hoofdplaats is Litchfield.